# Pik & Amadeus – Freunde wider Willen
Der Kinderfilm Pik & Amadeus – Freunde wider Willen (Arbeitstitel: Entführung für Anfänger) ist ein deutscher Fernsehfilm aus dem Jahr 2006. Die Erstausstrahlung im deutschen Fernsehen erfolgte am 26. Dezember 2006 in der ARD.

## Inhalt
Die 13-jährige Pauline, genannt Pik, lebt seit dem Tod ihrer Mutter bei ihrer Oma Wischonka. Ihren Vater hat Pik nie kennengelernt. Die Großmutter betreibt eine Tierpension, die kurz vor der Insolvenz steht, weil viele Kunden ihre Tiere mit Angabe einer falschen Adresse abgegeben haben. Pik möchte ihrer Oma helfen und versucht auf dem Kölner Flughafen, durch eine Gesangsdarbietung Geld zu sammeln. Doch sie wird von der Flughafenpolizei mitgenommen. Es gelingt ihr zwar zunächst vor der Polizei zu flüchten, doch dabei beobachtet sie zufällig, wie der korrupte Polizist Kowatsch und ein Zöllner sichergestelltes Rauschgift beiseiteschaffen. Kowatsch bemerkt, dass er beobachtet wurde, kann Pik allerdings nicht fangen.
Auf ihrer Flucht vor der Polizei gibt sich Pik spontan als französische Austauschschülerin aus und landet so im Haus der reichen Operndiva Ida Königstein. Die Lebensverhältnisse, die Pik dort erlebt, sind ganz anders, als sie dies gewöhnt ist. Während sie ihre Oma telefonisch zunächst durch Ausreden beruhigt, genießt Pik das Leben bei den Königsteins. Auch wenn Amadeus Königstein, der auch in ihrem Alter ist, etwas gegen ihre Gegenwart hat, weil er sich bei seinen Klavierübungen gestört fühlt.
In der Zwischenzeit kommt der Polizist Kowatsch auf die Spur von Pik. So muss sie erneut flüchten und stiehlt einen Wagen der Königsteins. Es gelingt ihr, zur Tierpension von Oma Wischonka zurückzufahren. Doch Amadeus hatte ihr Vorhaben bemerkt und sich im Auto versteckt, weil er sich in den vergangenen Tagen in sie verliebt hat. So muss sie ihm nun alles erklären.
Da die Königsteins ihren Sohn am Abend vermissen, vermuten sie, dass dieser entführt wurde. Das bringt die Kinder auf die Idee, ihre Entführung vorzutäuschen, um so an Geld zur Rettung der Tierpension zu kommen. Zwar scheitert die Geldübergabe, doch gelingt es den beiden, Kowatsch und den Zöllner in eine Falle zu locken, so dass diese verhaftet werden.
Pik steht Amadeus anschließend bei, als dieser an einem Klavierwettbewerb teilnimmt. Sie ermutigt ihn, das zu spielen, was er am liebsten mag, und nicht das, was seine Mutter will. So gewinnt Amadeus den Wettbewerb und das Herz von Pik.

### Personen
Pik ist ein unkonventionelles Mädchen. Aufgewachsen ist sie in armen aber liebevollen Verhältnissen. Ihre Oma ist stets für sie da. Sie wird beim Versuch, die Tierpension zu retten, mit den Konsequenzen ihres Handelns konfrontiert und lernt dazu zu stehen.
Amadeus ist in wohlbehüteten reichen Verhältnissen aufgewachsen. Er hat zwar materiell keine Sorge, doch haben seine Eltern wenig Zeit für ihn, und seine Mutter setzt ihn mit ihren Vorstellungen seiner Karriere als Klavierspieler unter Druck. Er lernt durch Pik und deren Oma seinen eigenen Weg zu gehen.